# Batuque Futebol Clube
Maillots
Batuque Futebol Clube (ou Batuki Futibol Klubi en Créole Cap-Verdien et Batúque Futebol Klube en Créole de São Vicente) est un club cap-verdien de football basé à Mindelo sur l'île de São Vicente.

## Historique
C'est un club omnisports incluant aussi des sections basket-ball et handball.
Des protocoles de partenariats ont été signés avec des clubs européens de renom comme le FC Porto et Boavista (Portugal), les Grasshopper (Suisse), le PSV Eindhoven (Pays-Bas), le CD Tenerife (Espagne), le RC Lens (France).

## Palmarès
- Championnat de l'île de São Vicente[3] : 
  - Champion en 2001-02, 2002-03, 2009-10 et 2011-12.

- Coupe de São Vicente [3]:
  - Vainqueur en 2000-01, 2005-06, 2009-10 et 2013-14.

- Super Coupe de São Vicente :
  - Vainqueur en 2009-10, 2011-12 et 2013-14

- Tournoi d'ouverture de São Vicente :
  - Vainqueur en 2006-07

## Bilan saison par saison

### Compétition nationale
|                           | Groupe                    | Positions                 | Points | Journées | V  | N | D | B.M. | B.P. | Diff. |
| 2002                      | 1                         | 2                         | 19 pts | 8        | 6  | 1 | 1 | 18   | 5    | +13   |
| 2003                      | 1B                        | 3                         | 10 pts | 5        | 3  | 1 | 1 | 7    | 4    | +3    |
| 2010                      | 1A                        | 1                         | 9 pts  | 5        | 2  | 3 | 0 | 9    | 3    | +6    |
| 2012                      | 1A                        | 4                         | 8 pts  | 5        | 2  | 2 | 1 | 6    | 3    | +3    |
| Total :                   | Total :                   | Total :                   | 46 pts | 23       | 13 | 7 | 3 | 40   | 15   | +25   |
| Total avec phase finale : | Total avec phase finale : | Total avec phase finale : |        | 25       | 13 | 8 | 4 | 42   | 17   | +27   |

### Compétition régionale
|         | Groupe | Positions | Points | Journées | V | N | D | B.M. | B.P. | Diff. |
| 2002-03 | 2      | 1         | -      | -        | - | - | - | -    | -    | -     |
| 2009-10 | 2      | 1         | -      | -        | - | - | - | -    | -    | -     |
| 2011-12 | 2      | 1         | -      | -        | - | - | - | -    | -    | -     |
| 2013-14 | 2      | 3         | 29 pts | 14       | 9 | 2 | 3 | 22   | 6    | +16   |
| 2014-15 | 2      | 4         | 21 pts | 14       | 6 | 3 | 5 | 24   | 22   | +2    |
| 2015-16 | 2      | 5         | 20 pts | 14       | 5 | 5 | 4 | 12   | 8    | -4    |

## Statistiques dans le championnat national
- Meilleur classement : Demi-finaliste
- Matchs gagnés :  13
- Buts marqués : 40 (42 avec le phase finale)
- Points engrangés : 46

## Anciens joueurs
- Valter Borges
- Cesar Cruz
- Edivândio
- Fock
- Anilton Foryou Cruz
- Ryan Mendes
- Mezenga
- Nando
- Nivaldo
- Pecks
- Gelson Silva, ou Gilson
- Héldon Ramos
- Humberto Rosário
- Rambé do Rosário, en saison de 2008-09
- Joazimar Sequeira
- Vally
- Vozinha
- Sócrates Oliveira Fonseca
- Silva